# 假头花马先蒿
假头花马先蒿（学名：Pedicularis pseudocephalantha）是列当科马先蒿属的植物，是中国的特有植物。分布于中国大陆的云南等地，生长于海拔3,000米至3,800米的地区，一般生于高山草地中，目前尚未由人工引种栽培。